# Condé-sur-Risle
Condé-sur-Risle és un municipi francès situat al departament de l'Eure i a la regió de Normandia. L'any 2007 tenia 523 habitants.

## Demografia

### Població
El 2007 la població de fet de Condé-sur-Risle era de 523 persones. Hi havia 198 famílies, de les quals 36 eren unipersonals (20 homes vivint sols i 16 dones vivint soles), 71 parelles sense fills, 83 parelles amb fills i 8 famílies monoparentals amb fills.
La població ha evolucionat segons el següent gràfic:
Habitants censats

### Habitatges
El 2007 hi havia 267 habitatges, 197 eren l'habitatge principal de la família, 55 eren segones residències i 15 estaven desocupats. 251 eren cases i 1 era un apartament. Dels 197 habitatges principals, 175 estaven ocupats pels seus propietaris, 18 estaven llogats i ocupats pels llogaters i 4 estaven cedits a títol gratuït; 3 tenien una cambra, 4 en tenien dues, 29 en tenien tres, 39 en tenien quatre i 122 en tenien cinc o més. 142 habitatges disposaven pel capbaix d'una plaça de pàrquing. A 60 habitatges hi havia un automòbil i a 124 n'hi havia dos o més.

### Piràmide de població
La piràmide de població per edats i sexe el 2009 era:
| Homes | Edats   | Dones |
| ----- | ------- | ----- |
| 0     | 95 o +  | 0     |
| 0     | 90 a 94 | 0     |
| 0     | 85 a 89 | 4     |
| 4     | 80 a 84 | 0     |
| 8     | 75 a 79 | 8     |
| 8     | 70 a 74 | 8     |
| 4     | 65 a 69 | 12    |
| 12    | 60 a 64 | 4     |
| 4     | 55 a 59 | 12    |
| 28    | 50 a 54 | 16    |
| 24    | 45 a 49 | 24    |
| 12    | 40 a 44 | 12    |
| 12    | 35 a 39 | 16    |
| 24    | 30 a 34 | 20    |
| 16    | 25 a 29 | 20    |
| 12    | 20 a 24 | 4     |
| 16    | 15 a 19 | 24    |
| 16    | 10 a 14 | 12    |
| 16    | 5 a 9   | 20    |
| 16    | 0 a 4   | 8     |

## Economia
El 2007 la població en edat de treballar era de 350 persones, 263 eren actives i 87 eren inactives. De les 263 persones actives 243 estaven ocupades (134 homes i 109 dones) i 20 estaven aturades (8 homes i 12 dones). De les 87 persones inactives 37 estaven jubilades, 20 estaven estudiant i 30 estaven classificades com a «altres inactius».

### Ingressos
El 2009 a Condé-sur-Risle hi havia 198 unitats fiscals que integraven 518,5 persones, la mediana anual d'ingressos fiscals per persona era de 19.236 €.

### Activitats econòmiques
Dels 7 establiments que hi havia el 2007, 1 era d'una empresa extractiva, 3 d'empreses de fabricació d'altres productes industrials, 1 d'una empresa de construcció, 1 d'una empresa de comerç i reparació d'automòbils i 1 d'una empresa classificada com a «altres activitats de serveis».
L'únic servei als particulars que hi havia el 2009 era un guixaire pintor.
L'any 2000 a Condé-sur-Risle hi havia 23 explotacions agrícoles que ocupaven un total de 93 hectàrees.

## Equipaments sanitaris i escolars
El 2009 hi havia una escola elemental.

## Poblacions més properes
El següent diagrama mostra les poblacions més properes.